# 塩野紀子
塩野 紀子（しおの のりこ、1960年10月18日 - ）は、日本の実業家。エスエス製薬代表取締役社長や、コナミスポーツクラブ代表取締役社長を経て、ワイデックス代表取締役社長、キリンホールディングス社外取締役 (指名・報酬諮問委員会委員長) 。元日本OTC医薬品協会副会長。

## 人物・経歴
東京都出身。1983年リンチバーグ大学社会学部卒業、日本ニューメディア入社。1995年ブリティッシュ・エアウェイズ客室乗務部長。1999年フェデラル エクスプレスマーケティング部長。2001年ウォルト・ディズニー・ジャパン ディズニー・コンシューマ・プロダクツ マーケティング部長。2002年ウォルト・ディズニー・ジャパン セールス＆マーケティング本部長 バイス・プレジデント。2008年エスエス製薬取締役コンシューマーマーケティング本部長兼新製品開発本部担当。2010年エスエス製薬代表取締役社長。2011年日本OTC医薬品協会副会長。2014年コナミスポーツ&ライフ代表取締役社長。2016年コナミスポーツクラブ取締役会長。2017年ワイデックス代表取締役社長。2018年キリン取締役。2019年キリンホールディングスストラテジック・アドバイザー。2020年キリンホールディングス取締役。